# 岩山神社 (新見市上熊谷寺元)
岩山神社（いわやまじんじゃ）は岡山県新見市上熊谷寺元にある神社。岡山県神社庁に加盟。11月3日に行われる大祭で活気づく。

## 祭神
祭神は5柱で、石凝姥命を主祭神に、天児屋根命・天玉祖命・天太玉命・天鈿女命を祀る。

## 由緒
正和2年（1313年）2月4日に、駿河国（静岡県）から上熊谷土居へ勧請し、貞和元年（1345年）に現社地である寺本（山の中腹辺り）へ奉還したと伝える。

## 信仰
氏子は上熊谷一帯で土地の人々からは「岩山さん」と呼ばれ親しまれている。下半身の病気・怪我に霊験あらたかで、一昔前は島根県などの遠方から子供を持つ親などが参拝に訪れていることも少なくはなかった。神社から向かって左側には絵馬を飾る絵馬堂がある。また神社の周囲には小さな祠が祀られており、時計周りに参拝をすることができる（最初は赤い鳥居が並んでいるのでそれをくぐる）。
毎年11月3日の文化の日には大祭が行われている。一昔前は岩山駅まで屋台が立ち並ぶこともあった。現在は境内の中だけになったが、それでも多くの人で賑わっている。子供神輿・大人神輿が主に寺本・横畑・角内地区を練り歩く。

## 文化財
- 神額（新見市指定重要文化財）

## その他
- 神社に登る上り口は主に3か所あり、2か所ある石段（もう1か所は車専用）の中の本道にあたる石段を降り、岩山駅方面に県道32号線を100mばかり行くと岩山神社とは独立した場所に鳥居を見ることができる。一時期、この鳥居の下に財宝が埋まっているという噂も流れた。

## 交通
- JR姫新線 岩山駅にて下車、徒歩1.4km（駅最寄の「岩山駅」停留所から下記の備北バスも利用できる）
- 備北バス（渡辺病院～新見駅～太田～寺元～岩山駅～大畑～菅生～天原系統）「寺元」停留所で下車、徒歩280m
- 阪急バス・備北バスの高速バス（大阪梅田・新大阪～新見・三次線）「熊谷」バスストップ下車、徒歩1.8km（最寄の「太田」停留所から上記の備北バスも利用できる）

## 周辺
- 熊谷郵便局（備北バス「寺元」停留所西側にある。）
- 熊谷川：アユやヤマメなど川魚が釣れる。川釣りをする人もみられる。
- 中原産業：自動車部品製造会社。
- 塩城山：標高は高くないが、登山道は少し急で登り甲斐がある。
- 晴れの国岡山農業協同組合熊谷支店
- 松雲寺：木造阿弥陀如来坐像で有名
- 熊谷温泉：立ち寄り湯もできる。高齢者センターでは図工室も完備。
- 熊谷牧場
- 竜頭峡：アテツマンサク・つつじで有名。紅葉の時期には見ごたえがある。